# Tadayo Fukuō
Tadayo Fukuō (japanisch 福王 忠世 Fukuō Tadayo; * 6. Mai 1984 in der Präfektur Hyōgo) ist ein japanischer Fußballspieler.

## Karriere
Fukuō erlernte das Fußballspielen in der Jugendmannschaft von Cerezo Osaka. Seinen ersten Vertrag unterschrieb er 200 bei Cerezo Osaka. Der Verein spielte in der höchsten Liga des Landes, der J1 League. 2005 wechselte er zu Rosso Kumamoto (heute: Roasso Kumamoto). 2007 wurde er mit dem Verein Vizemeister der Japan Football League und stieg in die J2 League auf. Für den Verein absolvierte er 182 Ligaspiele. 2014 wechselte er zum Drittligisten Gainare Tottori. Für den Verein absolvierte er 25 Ligaspiele. 2015 wechselte er zum Ligakonkurrenten Fujieda MYFC. Für den Verein absolvierte er 48 Ligaspiele. Ende 2017 beendete er seine Karriere als Fußballspieler.

## Erfolge
Cerezo Osaka
- Kaiserpokal

Finalist: 2003